# Chiesa di San Sebastiano (Ozieri)
La chiesa di San Sebastiano è un luogo di culto situato nell'abitato di Ozieri.

## Storia
La chiesa fu edificata in stile tardo-manierista nel 1652, con il contributo di tutta la popolazione, come voto per la fine di una gravissima epidemia che aveva decimato Ozieri.
Durante la pestilenza, infatti, un quadro del santo era stato portato in processione per la città e dopo la miracolosa trasudazione del dipinto cessò immediatamente l'epidemia.

All'interno della chiesa è presente la formella murata che riporta la scritta:

## Architettura
All'epoca della costruzione il sito era posto al di fuori dell'abitato, a nord della città, invece oggi domina la piazza omonima.
La facciata principale della chiesa è estremamente semplice, essendo perfettamente rettangolare, si caratterizza per la presenza di un campanile a vela che insiste sul cornicione rettilineo di sommità, per il piccolo oculo in pietra lavorata a formare una sorta di elica che sormonta il portale di ingresso e di due pennacchi in pietra posti alle estremità del cornicione di facciata.
Sul fianco destro sorge un corpo addossato che ospita alcuni locali di pertinenza, mentre nella retro-facciata del presbiterio è presente un ulteriore campanile a vela.
All'interno l'aula è mononavata e con copertura lignea ed il presbiterio risulta rialzato rispetto alla navata e preceduto da un arco trionfale.